# Barragem de Vale do Gaio
A Barragem de Vale do Gaio ou Barragem Trigo de Morais, construída sobre o leito do rio Xarrama, localiza-se na freguesia do Torrão, no município de Alcácer do Sal, distrito de Setúbal, Portugal. A barragem foi projectada em 1936 e entrou em funcionamento em 1949.

## Barragem
É uma barragem de aterro (terra e enrocamento). Possui uma altura de 51 m acima da fundação (34 m acima do terreno natural) e um comprimento de coroamento de 368 m (largura 6 m). O volume da barragem é de 636.000 m³. Possui uma capacidade de descarga máxima de 70 (descarga de fundo) + 1000 (descarregador de cheias) m³/s.

## Albufeira
A albufeira da barragem apresenta uma superfície inundável ao NPA (Nível Pleno de Armazenamento) de 5,5 (5,55) km² e tem uma capacidade total de 63 Mio. m³; a capacidade útil é de 55 (58) Mio. m³. As cotas de água na albufeira são: NPA de 40,5 metros, NMC (Nível Máximo de Cheia) de 42,5 metros e NME (Nível Mínimo de Exploração) de 11 metros.

## Central hidroeléctrica
A central hidroeléctrica é constituída por um grupo Kaplan com uma potência total instalada de 1,02 MW (alternador 1,30 MVA). A energia produzida em ano médio é de 1,2 (2,6) Mio. kWh.